# Brienz
Brienz är en ort och kommun i distriktet Interlaken-Oberhasli i kantonen Bern, Schweiz. Kommunen har 3 278 invånare (2023).

## Geografi
Brienz är den största orten utmed Brienzsjön. 
Ovanför orten ligger berget Brienzer Rothorn. Dit går en ångdriven bergbana ifrån Brienz. Trafiken bedrivs av Brienz Rothorn Bahn AG. Berget är 2 348 m ö.h.

## Transport
Brienz järnvägsstation ligger vid järnvägen Brünigbahn mellan Interlaken och Meiringen - Luzern.